# جویس–بالان
جویس–بالان (ایتالیایی: Gewiss–Ballan) یک تیم دوچرخه‌سواری در کشور ایتالیا بوده.
این تیم در سال ۱۹۹۳ تأسیس و در سال ۱۹۹۷ منحل شده‌است.

## افتخارات
- قهرمانی در بخش تیمی جیرو دیتالیا ۱۹۹۵
- قهرمانی در بخش امتیاز تییم جیرو دیتالیا ۱۹۹۵